# لمويل جي. ألستون
لمويل جي. ألستون هو محامي وقاضي وسياسي أمريكي، ولد في 1760 في مقاطعة وارين في الولايات المتحدة، وتوفي في 1836 في مقاطعة كلارك في الولايات المتحدة. نشط حزبياً في الحزب الجمهوري الديمقراطي. وقد انتخب عضو مجلس النواب الأمريكي ‏ (1806 – 1810).